# Prigušivač (genetika)
Prigušivač je sekvencija DNK sposobna vezati transkripcijske regulacijske čimbenike zvane represore. DNK sadrži gene i daje predložak za proizvodnju glasničke RNK (mRNK). Ta se mRNK potom translatira u bjelančevine koje aktiviraju ili deaktiviraju genski izražaj u stanicama. Kad se represorska bjelančevina veže za prigušivačku regiju DNK, RNK polimeraza - enzim koji prepisuje DNK u RNK, spriječen je i ne može se vezati na promotorsko mjesto. Kad je blokirana transkripcija DNK u RNK, translacija RNK u bjelančevina nije moguća. Stoga prigušivači sprječavaju gene da se izraze kao bjelančevine.
Prigušivačke regije trp-operona su specifične regulatorne regije čija je uloga da bi mRNK mogla poprimiti određenu strukturu.
Regulatorne (transkripcijske) mutacije se zbivaju u promotoru ili drugoj regulatornoj sekvenciji kao što je prigušivač, pojačivač ili sl.